# 住吉神社 (宮崎市)
住吉神社（すみよしじんじゃ）は、宮崎県宮崎市塩路にある神社。旧社格は村社。
全国の住吉神社の元宮を称し、それを表す「元」の紋が代々受け継がれている。

## 概要
『古事記』・『日本書紀』に「伊邪那岐の大神、筑紫の日向の橘の小戸の阿波岐原（檍原)に禊ぎ祓えたまいしに」と記された「阿波岐原」関係する神社で、境内は阿波岐原（塩路に隣接）を含む広大な敷地を持っている。南には住吉三神の父・イザナギ（伊弉諾、伊邪那岐）神を祀る江田神社（宮崎県宮崎市阿波岐原町）があり、祭神の父子関係を含め両社の結びつきは深い。阿波岐原にはこの2社のほか小戸神社（おど-）・一ッ葉稲荷神社があり、いずれも古社として知られる。ただし、小戸神社は、寛文2年（1662年）、外所地震（とんどころ-）による大津波で海没、宮崎市橘通を経て、現在は宮崎市鶴島に移転している。
住吉三神が誕生したのが当地であるという由緒から、全国の住吉神社の元宮を表す「元」の紋が代々受け継がれている。神殿の屋根に取り付けた懸魚（妻飾り）の上の破風飾りや手水屋の屋根などにも「元」の文字がある。
海が近いこともあって古代より海の神、航海の安全の神として信仰されているほか、疱瘡（ほうそう）除け・無病息災の神社としても崇められている。

## 祭神
上筒男命・中筒男命・底筒男命

## 歴史
社伝の創建は第6代孝安天皇の御代と伝えられ、現在まで約2400年にも及ぶといわれる。
『古事記』・『日本書紀』に記された神話では、イザナギ（伊弉諾、伊邪那岐）神は亡くなったイザナミ（伊弉冉、伊邪那美、伊弉弥）神を慕って黄泉国へ行き、戻ってきたのち禊祓をしたとしている。その「筑築（つくし）の日向（ひむか）の橘（たちばな）の小戸（おど）の阿波岐原（あわきはら、檍原）」の地が当社南の池とされている。禊（みそぎ）の際に誕生したといわれる住吉三神の底筒男命（そこつつのおのみこと）、中筒男命（なかつつのおのみこと）、表筒男命（うわつつのおのみこと）を祀る。この禊ではアマテラス・ツキヨミ・スサノオら三貴子も誕生した。池近くには、イザナギ（伊弉諾、伊邪那岐）神を祀る江田神社(宮崎市阿波岐原町）が鎮座している。
神武天皇は、都を置いたとされる宮崎神宮の摂社・皇宮屋（こぐや、皇宮神社）を発して日向・美々津（宮崎県日向市）から東征の舟出をするにあたり、航海の安全を美々津の立磐（たていわ、現 立磐神社）で祈願した。その際、神武天皇の6代祖先で航海の神様である住吉神社の住吉三神（底筒男命、中筒男命、表筒男命）を奉斎したとされており、孝安天皇以前の神武天皇の時にはすでに住吉神社があったとも言われる。
第14代仲哀天皇の皇后・神功皇后の三韓征伐の際には、神威を輝かせたといわれる。
鎌倉時代初期、歌人で神道家の卜部兼直は「西のうみ　檍（あおき）ケはらの汐路（しおじ）より　あらはれ出てし　住吉の神」と詠んでいる。
江戸時代初期、神道家・橘三喜（たちばなみつよし）の『諸国一宮巡詣記』には、「江田の御社に参りそれより檍が原の住吉に詣でて、尋ね来て聞けば心も住吉の松は檍が原の松原。この海辺に伊弉諾命の身そぎ給う」と書かれている。
寛文2年（1662年）、外所地震（とんどころ-）による大津波で大被害を受け、社勢は衰退した。近年、全国の住吉社の元宮、古事記・日本書紀ゆかりの地として再興されてきている。

## 境内
一の鳥居、二ノ鳥居に続く、三ノ鳥居の奥に拝殿がある。
近くには住之江川が流れる。

### 名勝
- 梅園（本殿東側）
- 黒松の密集地帯

### 石碑
- 戦没者慰霊碑 - 住吉地区の戦没者の慰霊碑。招魂山（住吉小学校の西側の山）にあったが平成8年3月に境内に移された
- 「枇榔樹（びろうじゅ）」の石碑

## 摂末社
末社
- 祖霊社

## 祭事
- 住吉神楽（春の社日、元旦） - 歴史は古く、衣装は更新されて今は天保11年銘の衣装が残る。
  - 住吉地区には広原神楽保存会、住吉神社神楽保存会、新名爪八幡宮神楽保存会、島之内八幡神社神楽保存会の4つの神楽保存会があり、現在に神楽を伝えている。
- 住吉神社奉納剣道大会 - 毎年開催

## 当社に関する説
「宮崎県神社誌」に携わった史家の日高祥は、著書『史上最大級の遺跡　日向神話再発見の日録』において、住吉三神の上筒男命・中筒男命・底筒男命は、古代の日向国で豊富だった褐鉄鉱石（鈴・筒・管と呼ばれた。産地は宮崎県内に51カ所）の神だったと指摘している（195頁）。古代日向で盛んだった鉄器の生産を可能にしたタタラ溶鉱炉との関係も指摘している。

## 現地情報
所在地
- 宮崎県宮崎市塩路3082

交通アクセス
- 宮崎交通（19系統 動物園線）
  - 「フェニックス自然動物園」バス停下車 - 当社二の鳥居まで徒歩数分で、拝殿へは最寄り
  - 「住吉神社入口」バス停下車 - 当社一の鳥居近く
- JR九州日豊本線 日向住吉駅から、東へ直線で約2km強

かつての交通
- 住吉村営人車軌道
1914年（大正3年）8月1日-1929年（昭和4年）に存在したトロッコ列車。日向住吉駅（当時は次郎ヶ別府駅）から当社までの2.01kmにトロッコのレールが敷かれ、人が押して動くトロッコ列車が走って参詣客を運んでいた。